# CF Monterrey
Club de Fútbol Monterrey este un club de fotbal din Monterrey, Nuevo León, Mexic. Clubul este deținut din 1999 de FEMSA, cea mai mare companie de îmbuteliere din America Latină. Fondat în 1945, este cel mai vechi club profesionist activ din partea de nord a Mexicului. Porecla echipei, Rayados (Dungații), provine de la echipamentul tradițional al clubului, cu dungi albe și bleumarin. Echipamentl se reflectă în stema actuală a clubului, care este, de asemenea, decorată cu stele deasupra stemei, reprezentând titlurile de campionat ale clubului, și stele dedesubt, reprezentând competiția continentală (Liga Campionilor CONCACAF).
Cel mai vechi rival al clubului este Tigres UANL de la Universitatea Autonomă din Nuevo León. Derbiul dintre cele două echipe, cunoscut sub numele de Clásico Regiomontano, este considerat una dintre cele mai aprinse și intens disputate rivalități din fotbalul mexican; ambele echipe se clasează constant printre echipele de top și au în mod regulat printre cele mai scumpe loturi din țară.

## Palmares

### Național
- Campionatul Mexicului (5): México 86, Clausura 2003, Apertura 2009, Apertura 2010, Apertura 2019

Locul doi (7): 1992–93, Apertura 2004, Apertura 2005, Clausura 2012, Clausura 2016, Apertura 2017, Apertura 2024
- Divizia Secundă: 2

1956, 1960
- Super Cupa Diviziei Secunde: 1

1956
- Cupa Mexicului (3): 1991–92, Apertura 2017, 2019–20

Finalistă (3): 1964, 1969, Apertura 2018
- Campeón de Campeones (0)

Locul doi (1): 2003
- InterLiga (1): 2010

### Internațional
- Liga Campionilor CONCACAF (5): 2010–11, 2011–12, 2012–13, 2019, 2021

- Cupa Cupelor CONCACAF (1): 1993

- Campionatul Mondial al Cluburilor FIFA: Locul 3 (2012, 2019)

## Jucători

### Lotul actual
La 6 februarie 2025
| Nr. |           | Poziție | Jucător                 |
| --- | --------- | ------- | ----------------------- |
| 1   | Argentina | P       | Esteban Andrada         |
| 2   | Mexic     | F       | Ricardo Chávez          |
| 3   | Mexic     | F       | Gerardo Arteaga         |
| 4   | Mexic     | F       | Víctor Guzmán           |
| 5   | Mexic     | M       | Fidel Ambríz            |
| 7   | Mexic     | A       | Germán Berterame        |
| 8   | Spania    | M       | Óliver Torres           |
| 10  | Spania    | M       | Sergio Canales          |
| 11  | Mexic     | A       | Alfonso Alvarado        |
| 13  | Mexic     | F       | Carlos Salcedo          |
| 14  | Mexic     | F       | Érick Aguirre           |
| 15  | Mexic     | F       | Héctor Moreno (căpitan) |
| 17  | Mexic     | M       | Jesús Corona            |

| Nr. |           | Poziție | Jucător                                       |
| --- | --------- | ------- | --------------------------------------------- |
| 19  | Mexic     | M       | Jordi Cortizo                                 |
| 21  | Mexic     | F       | Luis Reyes                                    |
| 22  | Mexic     | P       | Luis Cárdenas                                 |
| 24  | Mexic     | P       | César Ramos                                   |
| 25  | Columbia  | M       | Nelson Deossa                                 |
| 29  | Argentina | A       | Lucas Ocampos                                 |
| 30  | Argentina | M       | Jorge Rodríguez                               |
| 31  | Mexic     | A       | Roberto de la Rosa (împrumutat de la Pachuca) |
| 32  | Mexic     | F       | Tony Leone                                    |
| 33  | Columbia  | F       | Stefan Medina                                 |
| 34  | Mexic     | F       | César Bustos                                  |
| 35  | Mexic     | M       | Pedro Ramírez                                 |
| 93  | Spania    | F       | Sergio Ramos                                  |

### Numere retrase
- 12 – dedicat fanilor [3]
- 26 –  Humberto Suazo, Atacant (2007–15) [4][5]
- 28 –  Jesús Arellano, Mijlocaș (1992–97, 2000–11) [6]

### Jucători împrumutați
| Nr. |       | Poziție | Jucător                          |
| --- | ----- | ------- | -------------------------------- |
|     | Mexic | F       | Orlando Botello (at York United) |
|     | Mexic | F       | Christian Franco (at Juárez)     |
|     | Mexic | F       | Gustavo Sánchez (at Mazatlán)    |
|     | Chile | F       | Sebastián Vegas (at Colo-Colo)   |
|     | Mexic | M       | César Garza (at Dundee)          |

| Nr. |          | Poziție | Jucător                               |
| --- | -------- | ------- | ------------------------------------- |
|     | Mexic    | M       | Víctor López (at Dundee)              |
|     | Mexic    | M       | Jaziel Martínez (at Atlético Morelia) |
| —   | Mexic    | M       | Michell Rodríguez (at UNAM)           |
|     | Columbia | M       | Johan Rojas (at Necaxa)               |
| —   | Mexic    | A       | Alí Ávila (at UNAM)                   |